# Digitec Galaxus
Pour l’article ayant un titre homophone, voir Digitech.
Digitec Galaxus SA est un commerçant en ligne dont le siège est à Zurich. L'entreprise appartient à 70 % à Migros et exploite les boutiques en ligne Digitec et Galaxus en Suisse ainsi que dans les pays voisins de l'UE. Elle possède en outre dix magasins en Suisse. Galaxus est un grand magasin en ligne proposant un large assortiment, tandis que Digitec se spécialise dans l'informatique et l'électronique. L'entreprise a réalisé un chiffre d'affaires de 2,7 milliards de francs en 2023.

## Histoire

Logo de Digitec

Logo de Galaxus

Digitec a été fondé en avril 2001 par les trois jeunes entrepreneurs Oliver Nägeli (aujourd’hui Oliver Herren), Florian Teuteberg et Marcel Dobler sous le nom de Nägeli Trading & Co. sous forme d’une société en nom collectif,.
Le 13 juin 2005, la société en nom collectif a été transformée en une société anonyme et l’entreprise a été cotée sous le nom de Digitec SA jusqu’en 2014.
Digitec SA lance la boutique en ligne Galaxus en mai 2012 qui propose aussi d’autres rubriques en plus de l’électronique. L’entreprise réagit ainsi à la baisse des marges et à la faible croissance du marché dans le secteur de l’électronique, et élargit sa gamme de produits en y ajoutant des articles du quotidien.
En juin 2012, pour un montant estimé à 42 millions de francs, Migros acquiert 30% des parts de Digitec,. Depuis 2015, avec une part de 70%, Migros est l’actionnaire majoritaire de Galaxus AG,,,.
Le 2 septembre 2014, Digitec AG change son nom en Galaxus (Schweiz) SA puis, le 28 juillet 2015, en Digitec Galaxus AG afin de souligner le lien entre les deux marques digitec.ch et galaxus.ch.

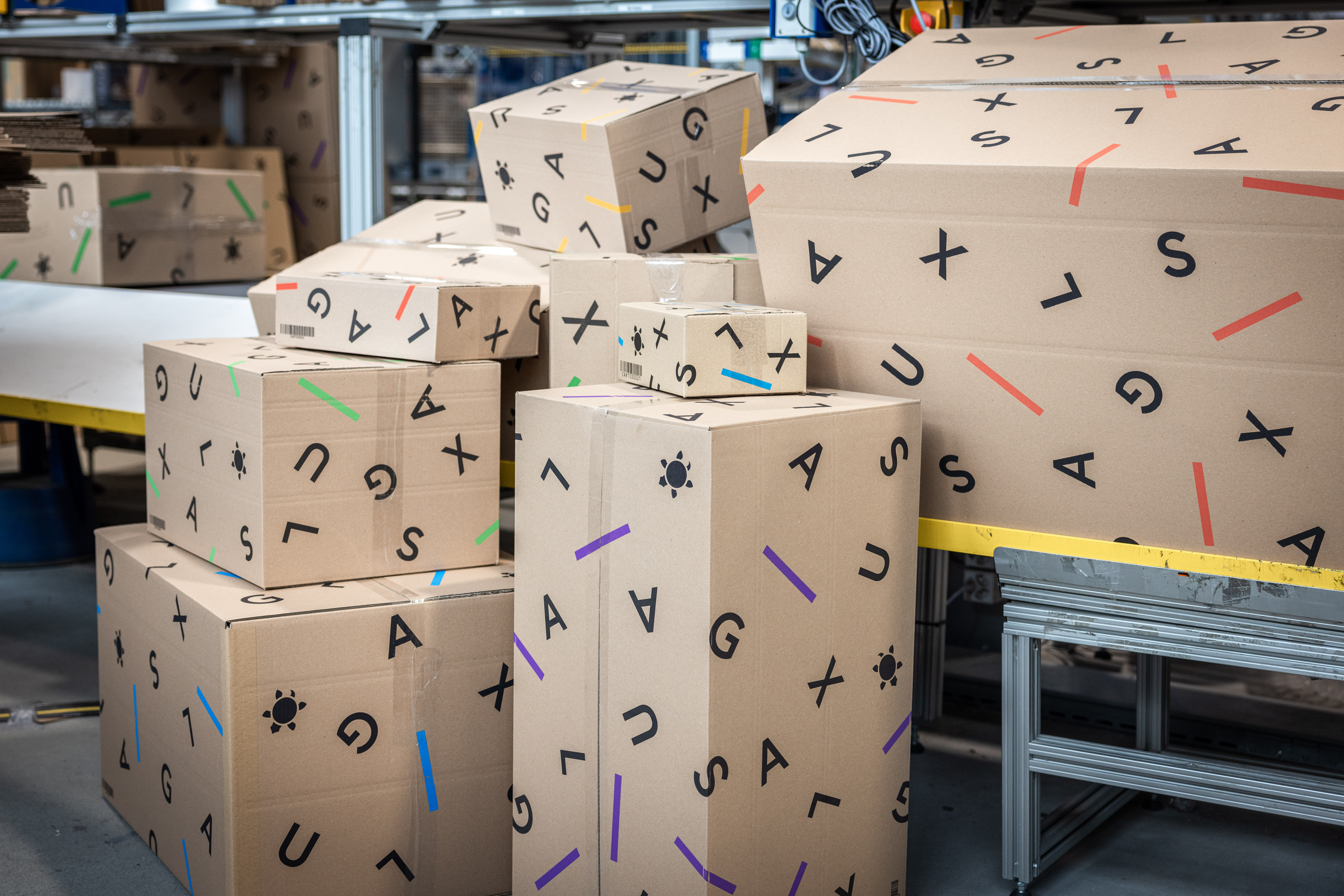
Colis Galaxus

Depuis avril 2017, Digitec Galaxus AG est le premier commerçant en ligne à miser sur la ludification.
Digitec Galaxus AG fait passer en août 2017 le droit de retour des clients de 14 à 30 jours.
En novembre 2017, l’entreprise lance une fonctionnalité de recommerce : les clients peuvent ainsi revendre leurs produits achetés chez Digitec ou Galaxus au même endroit.

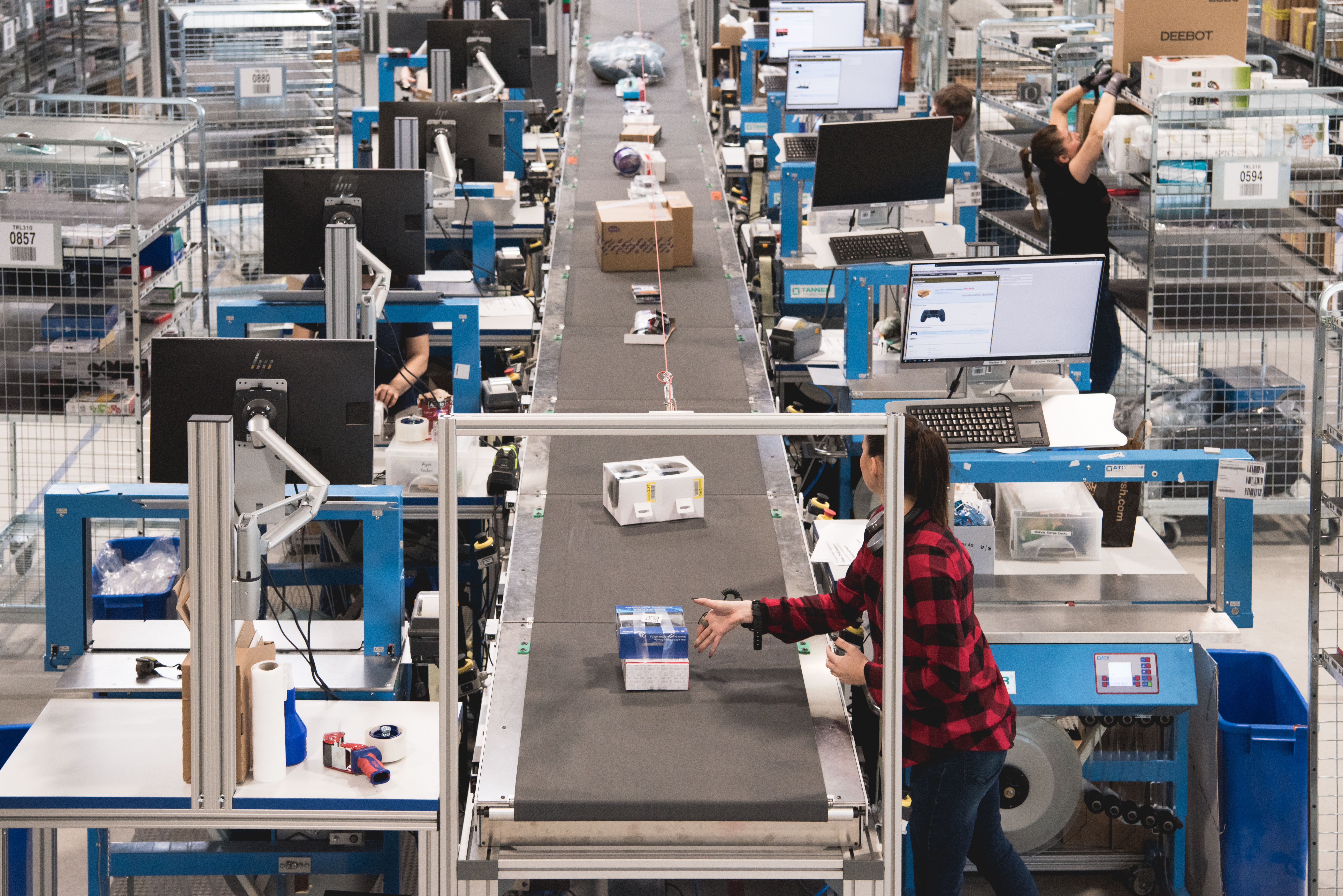
Entrepôt Digitec Galaxus à Wohlen, en Argovie

En novembre 2018, galaxus.de a fait son entrée sur le marché allemand. Avec cette étape, l'entreprise veut également s'assurer l'accès au « marché intérieur numérique ». Le site logistique allemand est le Campus Fichtenhain à Krefeld-Fischeln. Le directeur général Florian Teuteberg a annoncé, à l'occasion de l'entrée sur le marché allemand, qu'en cas de grand succès en Allemagne, une expansion dans d'autres pays européens était également envisageable.
En 2020, Digitec Galaxus a accordé à sa clientèle la possibilité de compenser le climat, qu'elle appelle depuis 2024 contribution climatique.
Depuis 2021, Digitec Galaxus publie l'évolution historique des prix de tous ses produits.
Avec un chiffre d'affaires de plus de 100 millions d'euros sur galaxus.de en 2021, l'entreprise s'est étendue à l'Autriche la même année.
En 2023, l'entreprise a fait son entrée sur le marché français, italien, belge et néerlandais.
Depuis 2023, Digitec Galaxus affiche le taux de cas de garantie et de retours de tous les produits de son assortiment.
En 2023, plus de quatre millions de clients ont fait des achats chez Digitec Galaxus, dont trois millions en Suisse et un million dans l'UE.
Depuis 2024, Galaxus et Digitec indiquent l'exposition aux radiations pour tous les smartphones.

## Chiffre d’affaires
Tableau de l'évolution des recettes en millions de francs suisses.
| Year               | 2001 | 02 | 03 | 04 | 05 | 06 | 07  | 08  | 09  | 10  | 11  | 12  | 13  | 14  | 15  | 16  | 17  | 18  | 19   | 20   | 21   | 22   | 23   |
| ------------------ | ---- | -- | -- | -- | -- | -- | --- | --- | --- | --- | --- | --- | --- | --- | --- | --- | --- | --- | ---- | ---- | ---- | ---- | ---- |
| chiffre d'affaires | 4    | 9  | 18 | 32 | 37 | 62 | 140 | 225 | 316 | 359 | 429 | 509 | 551 | 601 | 694 | 726 | 866 | 992 | 1146 | 1826 | 2122 | 2427 | 2744 |

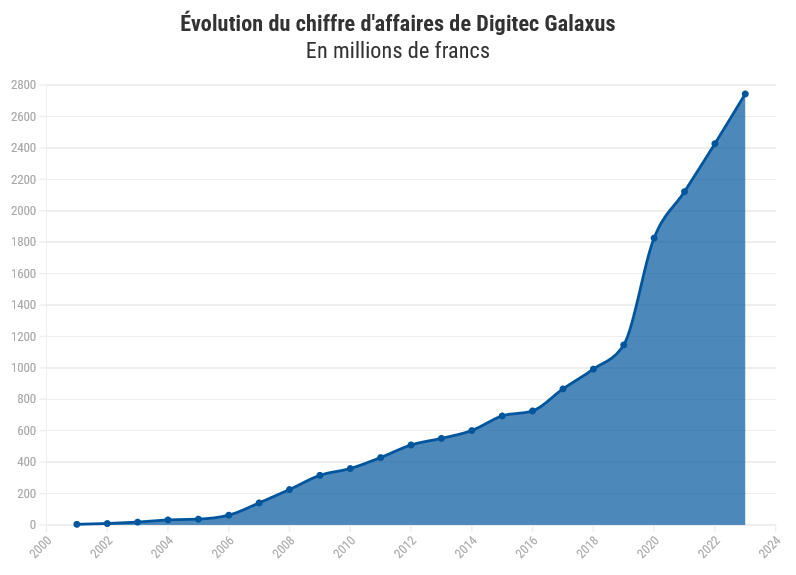
Chiffre d'affaires de Digitec Galaxus en millions de CHF

Galaxus a généré des ventes de 286 millions d'euros dans l'UE en 2023.

## Assortiment
Le grand magasin en ligne Galaxus propose l'ensemble de l'assortiment de Digitec Galaxus AG, tandis que Digitec est spécialisé dans l'électronique.
Fin 2023, l'assortiment suisse de Digitec et de Galaxus comprenait environ 6,3 millions de produits Dans le cadre d'un modèle de place de marché, des détaillants externes proposent également leurs produits via Galaxus en Suisse depuis 2016 et en Allemagne depuis 2023, et le re-commerce est également proposé.
Digitec Galaxus propose un abonnement de téléphonie cellulaire pour les clients en Suisse sous le nom de Galaxus Mobile.

## Succursales et possibilités de retrait
Digitec Galaxus AG dispose de dix succursales dans toute la Suisse. Elles servent de showroom, de site de vente, de conseil et de retrait ainsi que de site de retour, en cas de garantie par exemple. Digitec Galaxus n’est donc pas seulement un commerçant en ligne. Dans le secteur, on parle d’une stratégie multicanal ou omnicanal.
Les succursales de l’entreprise se trouvent à Bâle, Berne, Dietikon, Genève, Kriens, Lausanne, Saint-Gall, Winterthour, Wohlen AG et Zurich.

## Logistique

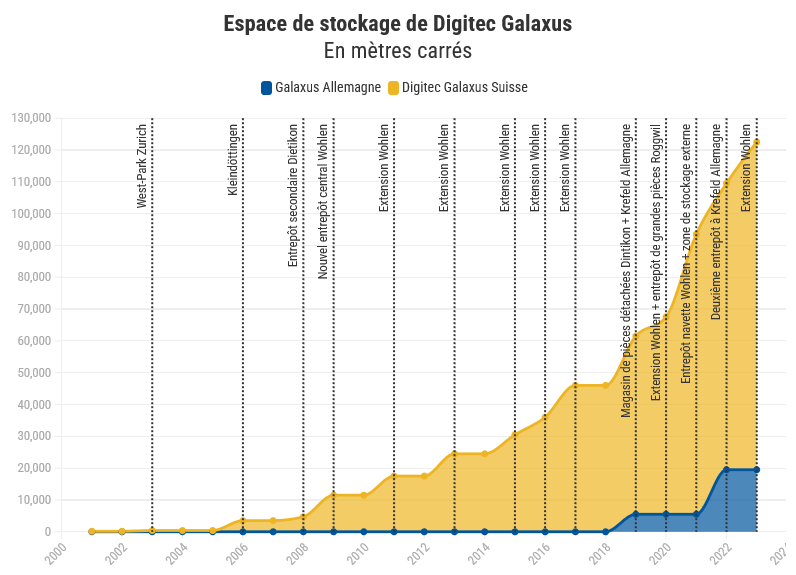
Surface de stockage Digitec Galaxus

De 2006 à 2009, Digitec Galaxus a exploité un entrepôt à Kleindöttingen dans le canton d'Argovie, et depuis 2009, Digitec Galaxus exploite un entrepôt à Wohlen sur le site de l'ancienne aciérie Ferrowohlen. Un nouvel entrepôt de petites pièces entièrement automatisé y a été mis en service en 2020 et a été agrandi en 2023.
Un hub européen à Weil am Rhein a été mis en service fin avril 2018. Les envois étrangers y sont collectés et dédouanés de manière entièrement automatisée avant d'être remis à la Poste suisse pour la livraison.
En 2019, un entrepôt pour les gros produits a été mis en service à Dintikon.
Galaxus exploite un entrepôt à Krefeld, en Allemagne, depuis 2018. En 2023, le détaillant en ligne a emménagé dans un nouvel entrepôt au même endroit, avec près de quatre fois plus d'espace de stockage. Les pays de l'UE sont approvisionnés à partir de Krefeld. En 2022, Galaxus y employait une centaine de personnes.
Digitec Galaxus prévoit de construire un nouveau centre de distribution sur l'ancien site de la papeterie d'Utzenstorf, ainsi qu'un autre entrepôt à Rafz.
Début 2024, Digitec Galaxus annonce l'ouverture d'un entrepôt à Neuenburg am Rhein, dans le sud de l'Allemagne. La surface de l'entrepôt est d'environ 90 000 m². La mise en service se fera par étapes entre 2025 et 2028.

## Livraison
Pour l'expédition, Digitec Galaxus travaille notamment avec La Poste Suisse et les produits sont livrés en Suisse et au Liechtenstein. Le deuxième partenaire d'expédition en Suisse est Planzer. Au premier trimestre 2024, l'option a été créée pour privilégier soit Planzer, soit La Poste comme fournisseur.
Les produits en stock dans l'entrepôt sont expédiés le jour même du lundi au vendredi et arrivent généralement à l'adresse de livraison le jour ouvrable suivant.
La livraison le jour même a été introduite dans la ville de Zurich en 2020. La livraison le jour même a été étendue à 60 % des ménages suisses d'ici 2023.
Dans l'UE, DHL est le partenaire d'expédition de Digitec Galaxus.
Digitec Galaxus propose à ses clients la « livraison lente » depuis août 2022.